# Marea cursă
Marea cursă (titlu original: The Great Race) este un film american de comedie din 1965 regizat de Blake Edwards și scris de  Arthur A. Ross. Rolurile principale au fost interpretate de actorii Jack Lemmon, Tony Curtis și Natalie Wood, cu Peter Falk, Keenan Wynn, Arthur O'Connell și Vivian Vance în alte roluri. A fost nominalizat la cinci premii Oscar, câștigând Premiul Oscar pentru cea mai bună editare sonoră. A fost inspirat de Marea Cursă Auto New York — Paris din 1908.

## Distribuție
- Jack Lemmon – profesorul Fate și prințul Friedrich Hapnick
- Tony Curtis – The Great Leslie
- Natalie Wood – Maggie DuBois
- Peter Falk – Maximillian („Max”)
- Keenan Wynn – Hezekiah Sturdy
- Arthur O'Connell – Henry Goodbody
- Vivian Vance – Hester Goodbody
- Dorothy Provine – Lily Olay
- Larry Storch – Texas Jack
- Ross Martin – Baron Rolf von Stuppe
- Hal Smith – primarul din Boracho
- Denver Pyle – șeriful din Boracho
- Marvin Kaplan – Frisbee
- George Macready – general Kuhster
- Joyce Nizzari – Woman in West
- Ken Wales – garda Baronului
- William Bryant – garda Baronului